# Općina Lukovica
Općina Lukovica (slo.: Občina Lukovica) je općina u središnjoj Sloveniji u pokrajini Gorenjskoj i statističkoj regiji Središnja Slovenija. Središte općine je naselje Lukovica pri Domžalah s 438 stanovnika.

## Zemljopis
Općina Lukovica nalazi se u središnjem dijelu Slovenije i obuhvaća gorje sjeveroistočno od Ljubljane. Općina je planinska na jugu se proteže Posavsko Hribovje, a na sjeveru planina Veliki Vrh.
U nižem dijelu općine vlada umjereno kontinentalna klima, a u višem dijelu njena oštrija, planinska varijanta. Najvažniji vodotok u općini je rječica Radomlja. U općini postoji i niz malih vodotoka.

## Naselja u općini
Blagovica, Brdo pri Lukovici, Brezovica pri Zlatem Polju, Bršlenovica, Dupeljne, Čeplje, Češnjice, Gabrje pod Špilkom, Golčaj, Gorenje, Gradišče pri Lukovici, Hribi, Imovica, Javorje pri Blagovici, Jelša, Kompolje, Koreno, Korpe, Krajno Brdo, Krašnja, Lipa, Log, Lukovica pri Domžalah, Mala Lašna, Mali Jelnik, Obrše, Podgora pri Zlatem Polju, Podmilj, Podsmrečje, Poljane nad Blagovico, Preserje pri Lukovici, Preserje pri Zlatem Polju, Prevalje, Prevoje pri Šentvidu, Prevoje, Prilesje, Prvine, Rafolče, Selce, Spodnje Koseze, Spodnje Loke, Spodnje Prapreče, Spodnji Petelinjek, Straža, Suša, Šentvid pri Lukovici, Trnjava, Trnovče, Trojane, Učak, V Zideh, Veliki Jelnik, Videm pri Lukovici, Vošce, Vranke, Vrba, Vrh nad Krašnjo, Vrhovlje, Zavrh pri Trojanah, Zgornje Loke, Zgornje Prapreče, Zgornji Petelinjek, Zlatenek, Zlato Polje, Šentožbolt, Žirovše

## Vanjske poveznice
- Službena stranica općine